# Tulbaghia violacea
Espèce
Tulbaghia violacea est une espèce de plantes à fleurs de la famille des Amaryllidacées cultivée pour son intérêt ornemental. Son aire de répartition naturelle s'étend de la province du Cap au KwaZulu-Natal. C'est une géophyte bulbeuse qui pousse principalement dans le biome subtropical. Elle est utilisée comme médicament et dans l'alimentation.

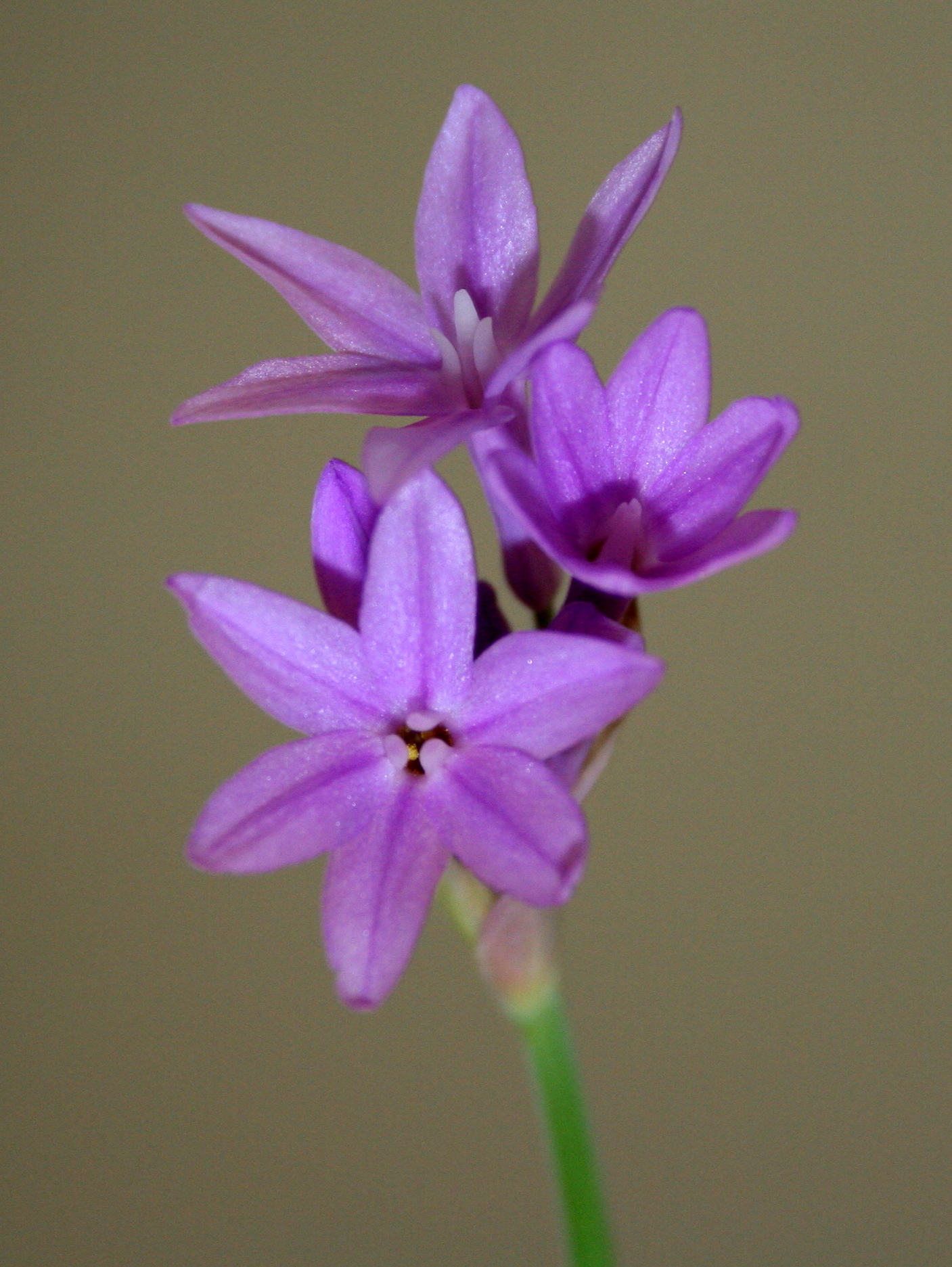
Fleurs

## Description
Pouvant atteindre 60 cm de haut sur 25 cm de large, c'est une vivace formant des touffes avec des feuilles étroites et de grandes grappes de fleurs violettes parfumées du milieu de l'été à l'automne,. L'odeur de T. violacea est généralement décrite comme celle de l'ail.

## Répartition
Tulbaghia violacea est une plante indigène d'Afrique australe (KwaZulu-Natal et province du Cap). Elle aurait été naturalisée en Tanzanie et au Mexique.

## Culture
Cultivée comme plante ornementale, cette plante nécessite une certaine protection contre les gelées hivernales. Cette espèce et les cultivars « Purple Eye » et « Silver Lace »,avec des feuilles bordées de crème, ont tous remporté le Award of Garden Merit de la Royal Horticultural Society.

## Utilisations

### Utilisations culinaires
Les feuilles de T. violacea sont consommées comme substitut de la ciboulette et de l'ail. En Afrique du Sud, les Zoulous consomment les feuilles et les fleurs comme légume-feuille, comme les épinards, ou pour assaisonner la viande et les pommes de terre.

### Utilisations médicinales
Tulbaghia violacea est utilisé localement comme remède/médicament à base de plantes pour traiter plusieurs affections.
En raison des preuves croissantes de son potentiel antifongique, une commercialisation à grande échelle est prévue. Cependant, cela pourrait menacer le genre « Tulbaghia », car il est susceptible d'être surexploitér.

### Sécurité et toxicité
Des décès et symptômes tels que gastro-entérite, douleurs abdominales, arrêt du péristaltisme gastro-intestinal, desquamation de la muqueuse intestinale et contraction des pupilles ont été associés à des médicaments préparés avec T. violacea. Des hypothèses ont été émises quant à un potentiel empoisonnement de T. violacea, mais les tests sur des lapins n'ont montré aucun effet indésirable. Il est possible que les effets indésirables signalés soient dus à une utilisation excessive et/ou à des doses élevées de la plante. On suppose généralement que ces effets indésirables sont associés aux saponines stéroïdiennes et/ou aux composés soufrés.
Ncube et al. (2011) ont constaté que les feuilles et les fleurs de la plante sont comestibles comme légumes. Elgorashi et al. (2003) ont utilisé les tests d'Ames et de VITOTOX et ont constaté que ces parties (feuilles et fleurs) ne sont pas toxiques.

## Galerie

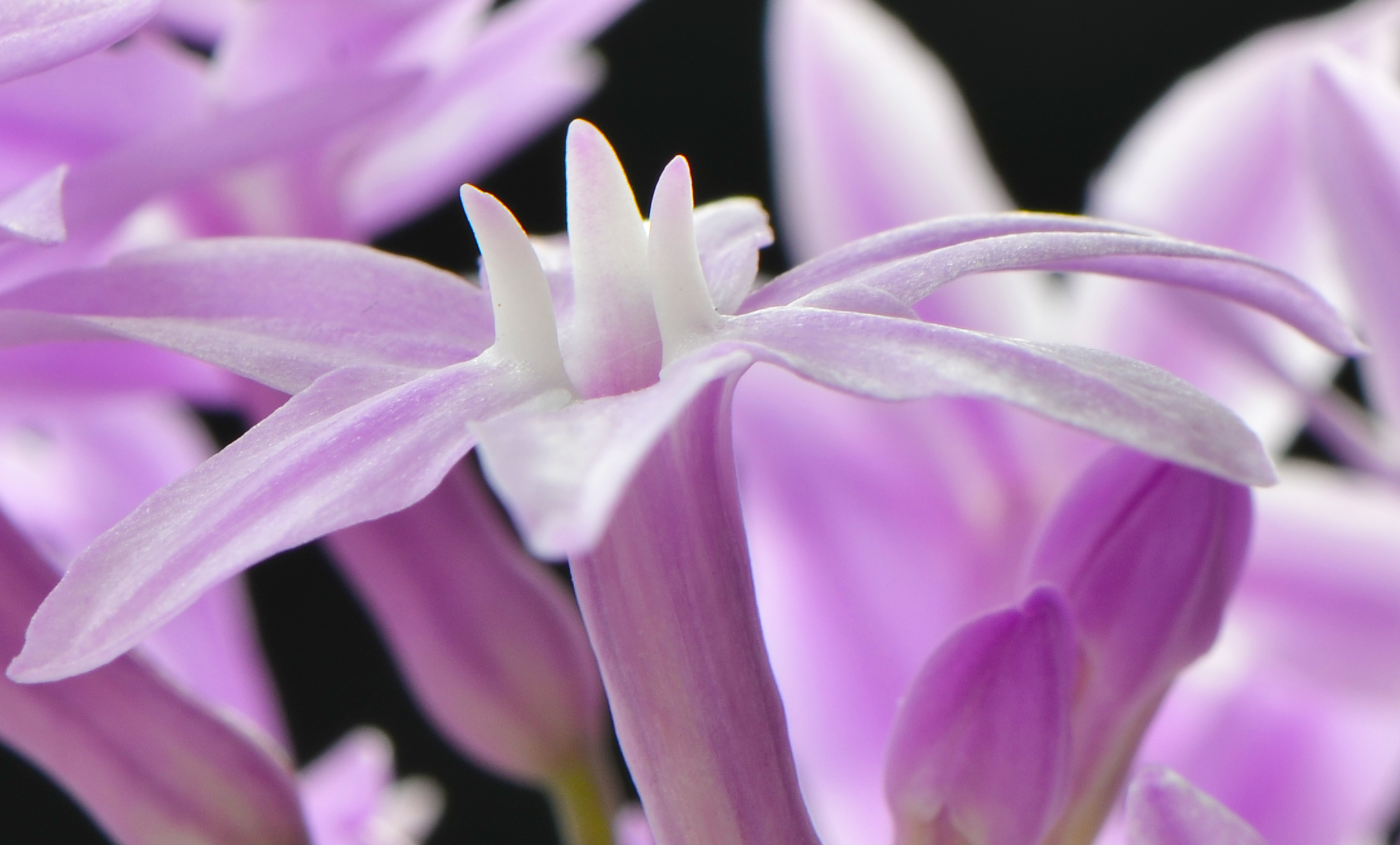
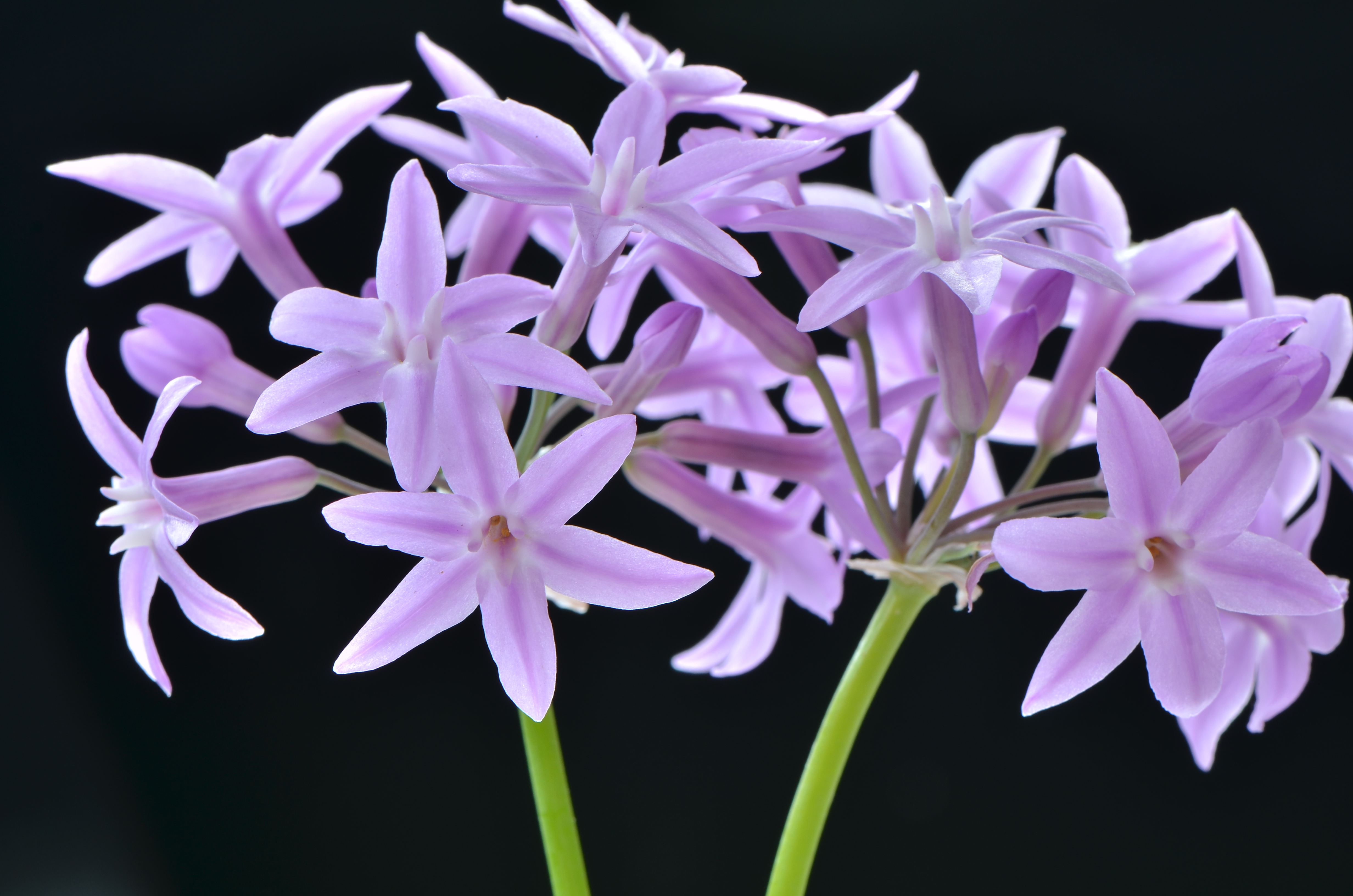
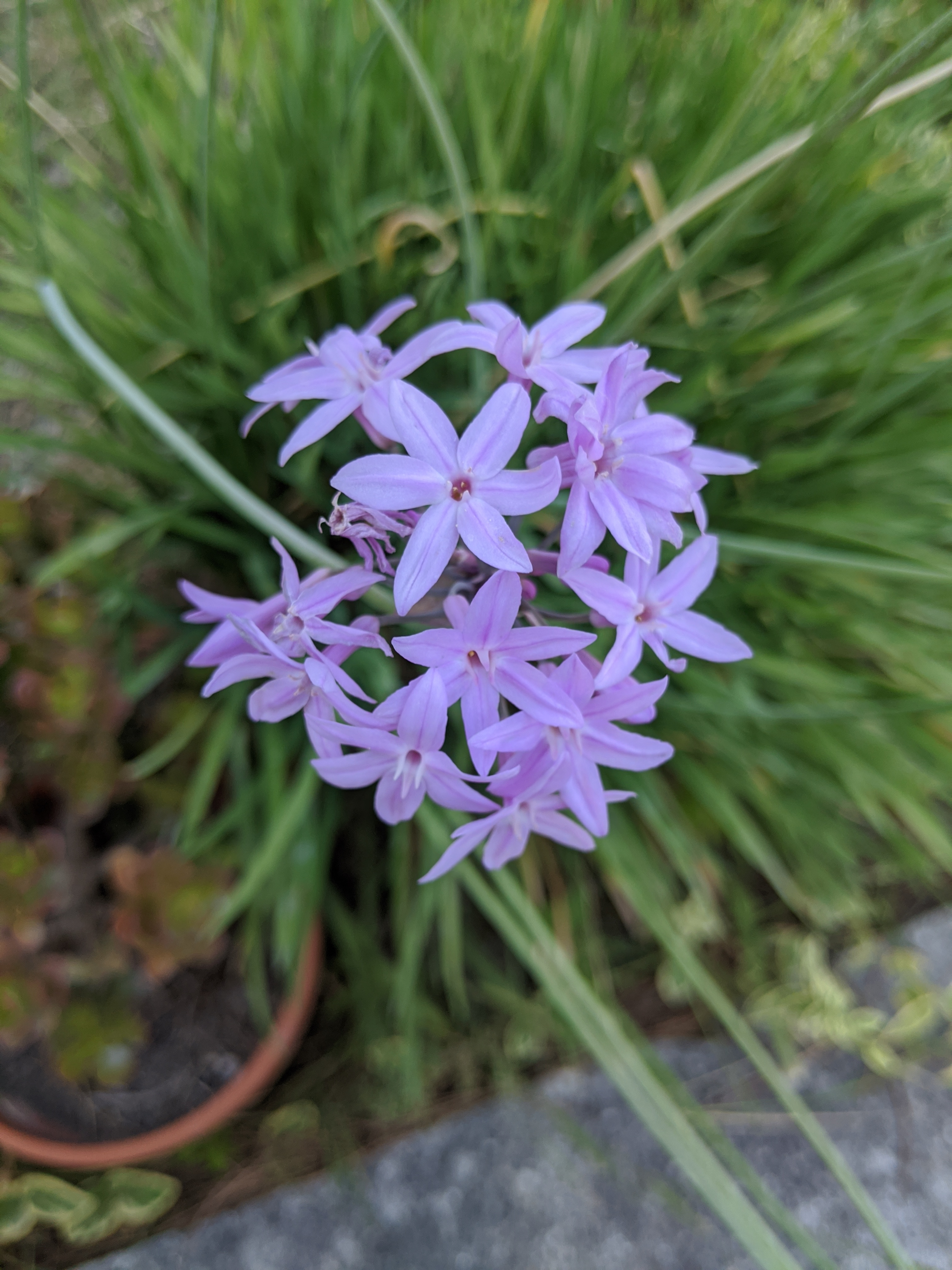

## Liste des sous-espèces
Selon GBIF (20 août 2025) :
- Tulbaghia violacea subsp. macmasteri Vosa
- Tulbaghia violacea subsp. violacea

## Systématique
Le nom correct complet (avec auteur) de ce taxon est Tulbaghia violacea Harv..
Ce taxon porte en français le nom vernaculaire ou normalisé suivant : ail violet.
Tulbaghia violacea a pour synonymes :
- Omentaria violacea (Harv.) Kuntze
- Tulbaghia violacea var. violacea

Tulbaghia violaceaest couramment dénommée society garlic, pink agapanthus, wild garlic, sweet garlic, spring bulbs, ou spring flowers,.